# Inspetor Faustão e o Mallandro
Inspetor Faustão e o Mallandro: A Missão (Primeira e Única) é um filme brasileiro de comédia de 1991 dirigido por Mário Márcio Bandarra. Reunindo diversos nomes populares da TV Globo da época, o filme é estrelado pelo apresentador Faustão e pelo humorista Sérgio Mallandro que, na trama, recebem a missão de salvar um casal de codornas do Pantanal, roubadas por um contrabandista. Produzido no Rio de Janeiro, idealizado pelo próprio Faustão e filmado em um mês, teve um orçamento de 600 mil dólares, cerca de 180 milhões de cruzeiros na época.
Inspetor Faustão foi lançado em 24 de maio de 1991, dois meses antes do previsto, e foi um fracasso de bilheteria, causado em parte pelo fechamento da Embrafilme, que fez com que o cinema brasileiro enfrentasse uma crise. O filme recebeu atenção negativa de crítica, sendo elas direcionadas ao seu humor raso, trama superficial, áudio de má qualidade e outros aspectos técnicos. Apesar disso, uma música do filme, "Rap do Ovo", ficou popular na Internet. O próprio Faustão teceu críticas ao filme em 2018.

## Enredo
O Inspetor Faustão era feirante e recebeu este cargo policial por Deus, para combater o tráfico de animais. Nesta tarefa, conta com a ajuda de seu assistente desastrado, Mallandro, filho do delegado superintendente que quer que seu filho se torne um bom policial, contra a vontade deste, que acredita não ter nascido para a polícia e sonha em ser cantor, assim, ele paquera Sandrona, dona da boate mais badalada da região, que tenta promovê-lo como cantor, sem muito sucesso. Faustão namora Lucinha, veterinária de um zoológico, responsável por um casal de codornas raro do Pantanal. Entretanto, as aves são roubadas por Budum, contrabandista de animais em extinção e dono de um circo, e seus ovos são vendidos, sob a promessa de serem afrodisíacos, para o estrangeiro Tom Cru, que quer apenas conquistar as jovens brasileiras, visto que está constantemente tentando paquerar alguma moça e vive sendo rejeitado. Ao longo da trama, porém, revela-se que os ovos possuem o efeito de fazer falar apenas a verdade. Com medo, Lucinha foge para a casa do Inspetor Faustão, onde está também seu sobrinho, o Faustinho, que devido ás inconvenientes demandas de Mallandro tentando ser artista, acaba substituindo o mesmo em sua ausência e ajudando seu tio na investigação, mas por envolver um menor de idade num trabalho ilegal, Faustão acaba sendo incriminado na caça aos bandidos e é preso, mas logo é solto por Amélia, namorada de aluguel de Budum, que cansada de ser explorada por este, vê em Faustão uma solução para incriminar o bandido e paga a fiança do ex-inspetor, visto que começa a se apaixonar por ele.
Ao sair da cadeia, ele volta à vida de feirante, abandonando a carreira policial. Entretanto, ele reencontra Mallandro e volta à carreira novamente para capturar os ladrões. Budum acaba sequestrando Lucinha, Mallandro, Faustinho e os cachorros de Faustão, Inflação e Salário Mínimo. Durante um leilão planejado por Budum, Tom Cru é alertado por Amélia das verdadeiras intenções de Budum e deixa de ser seu sócio e cliente, se tornando amante da moça, enquanto o Inspetor consegue resgatar seus amigos com sucesso e juntos, desmantelam os planos de Budum. Depois de uma luta entre policiais e bandidos, do último ovo que se quebra nas mãos de Mallandro, nasce um filhote. Assim, a espécie rara de codornas do Pantanal é preservada e Budum é preso, além de ser dispensado por Amélia, que passa a namorar Tom Cru.
Na última cena, os dois protagonistas cantam o Rap do Ovo na íntegra, em um estúdio de rádio.

## Elenco
Apresenta-se a seguir o elenco de Inspetor Faustão.
- Faustão como Inspetor Faustão
- Sérgio Mallandro como Mallandro
- Luíza Tomé como Lucinha
- Chiquinho Brandão como Budum
- Cláudio Mamberti como Tom Cru
- Cláudia Alencar como Sandrona
- Paola Bettega como Amélia
- Costinha como Superintendente
- Caíque Benigno como Faustinho
- Paulo César Pereio como a voz de Deus
- Adriana Esteves como a jovem cantora

Participações musicais
- Sandra de Sá
- Patricia Marx
- Sylvinho Blau-Blau
- Sidney Magal
- Wando

## Antecedentes e lançamento
Inspetor Faustão foi dirigido por Mario Marcio Bandeira. O filme marcou a estreia de Adriana Esteves no cinema. O elenco também reuniu nomes famosos da TV Globo, como Luíza Tomé, Cláudia Alencar e Chiquinho Brandão, além do humorista Costinha. Também participaram os cantores Sidney Magal, Wando, Sandra de Sá, Patricia Marx e Sylvinho Blau-Blau. O filme foi uma tentativa de fisgar o público infantil para o cinema brasileiro, similarmente aos filmes dos Trapalhões e da Xuxa. Em 1990, Faustão já havia participado de um filme, Sonho de Verão, que também tinha Mallandro no elenco.
| “                        | Fazer cinema é uma forma de promoção, mas também um prazer quando se tem essa infra-estrutura. | ” |
| — Sérgio Mallandro, 1990 |                                                                                                |   |

Inspetor Faustão foi produzido no Rio de Janeiro pela Dreamvision e Xuxa Produções e co-produzido pela Art Films, Ponto Films e Columbia TriStar Pictures. O filme custou 600 mil dólares, equivalente a aproximadamente 180 milhões de cruzeiros na época do lançamento. Foi idealizado pelo próprio Faustão. O filme utilizou um chimpanzé e um leão, alugados de Flávio Farney, que frequentemente tinha seus animais alugados para filmes. Em novembro de 1990, o roteiro do filme estava em fase de finalização. As filmagens começaram no dia 3 de fevereiro de 1991, e terminaram no dia 8 de março.
Após o fim de uma sessão de pré-estréia, foi notada a baixa qualidade de som do filme, exigindo uma nova mixagem às pressas; isto foi definido após uma reunião com Marlene Mattos, empresária da Xuxa. Inspetor Faustão foi lançado no dia 24 de maio de 1991, dois meses antes do previsto. A trilha sonora foi lançada em julho.

## Recepção e legado
| Críticas profissionais | Críticas profissionais |
| Avaliações da crítica  | Avaliações da crítica  |
| Fonte                  | Avaliação              |
| ---------------------- | ---------------------- |
| Jornal do Brasil       | [ a ]                  |

No início dos anos 1990, o Governo Collor fechou a Embrafilme, acabando com as leis de incentivo. Isso fez com que o cinema brasileiro enfrentasse uma crise, diminuindo o número de produções brasileiras e afastando o público dos títulos nacionais. Segundo o NaTelinha, esse fato, somado à "produção de gosto, no mínimo, duvidoso", fez com que Inspetor Faustão fracassasse nas bilheterias. O filme foi exibido na televisão em algumas ocasiões a partir de 1993, mas também não obteve sucesso. Segundo Faustão, o filme "vendeu mais de 100 mil cópias".
Carlos Helí de Almeida, do Jornal do Brasil, deu a Inspetor Faustão uma avaliação de "ruim", descrevendo-o como um "esboço de uma comédia", dizendo que era simples e sem humor, além de criticar o roteiro como "superficial e caricato". Carlos recomendou o filme apenas para os maiores fãs de Faustão e Mallandro, "menores de 5 anos". Rogério Durst comentou ao O Globo que o som do filme, no início, estava ruim, com as falas sendo quase incompreensíveis, embora isto melhorasse no decorrer da obra. Não obstante, ele comentou que "é difícil imaginar algo que pudesse tornar esta comédia ecológica ainda pior", dizendo que o filme "[n]ão tem muita história" e "[m]esmo os Trapalhões não fariam mais do que um quadro de cinco minutos com este mote".
Em fontes mais recentes, a Turma do Fundão, publicada pela Superinteressante, colocou o filme em segundo lugar na sua lista dos três "melhores piores filmes" do Brasil, ao lado de Cinderela Baiana em primeiro e O Guerreiro Didi e a Ninja Lili em terceiro. O próprio Faustão criticou o filme. Entrevistado por Serginho Groisman no Altas Horas em 2018, rebatendo a afirmação de que ele teria talento para ser humorista, ele disse: "Não [por Inspetor Faustão], né? A porra daquele filme, eu e o Sérgio Mallandro, coitado! Entramos nessa furada. Foi o único filme brasileiro que vinha com legenda, porque ninguém entendia porra nenhuma. Nem nós! [...] Não dá para esconder o que [a gente] fez no passado". Uma das músicas do filme, conhecida como "Rap do Ovo", ficou popular na Internet. Caíque Benigno, que interpretou Faustinho, se tornaria mais tarde produtor e DJ, com trabalhos nos Estados Unidos.